# Greckokatolicki dekanat birczański
Greckokatolicki dekanat birczański należał do eparchii przemyskiej, formalnie funkcjonował do czasu likwidacji eparchii w połowie 1946.

## Obszar
Historyczny greckokatolicki dekanat birczański obejmował parafie:

### W roku 1775
- Bachórz (z Chodorówką, Kosztową i Laskówką)
- Bircza (z Boguszówką, Korzeńcem i Nową Wsią)
- Brzeżawa
- Brzuska
- Dąbrówka Starzeńska
- Dynów (z Ulanicą)
- Hłudno
- Iskań (z Tarnawką)
- Izdebki (z Wydrną), Jabłonica Ruska
- Jawornik Ruski
- Końskie
- Kreców (z Lachawą i Wolą Krecowską)
- Krzemienna (z Jabłonką i Temeszowem)
- Krzywe
- Leszczawa Dolna
- Leszczawa Górna
- Lipa
- Malawa (z Dobrzanką)
- Obarzym (z Niewistką)
- Piątkowa
- Rudawka (z Kotowem)
- Siedliska (z Porębami)
- Stara Bircza
- Sufczyna
- Ulucz (2 cerkwie)
- Wara (z Nozdrzcem)
- Witryłów
- Wola Korzeniecka (dawniej Wola Birecka)
- Żohatyn

### W roku 1828
W 1828 do dekanatu należały parafie:
- z powiatu brzozowskiego: Bachów, Dubiecko, Hłudno, Izdebki, Końskie, Łubna, Pawłokoma, Siedliska
- z powiatu przemyskiego: Iskań
- z powiatu sanockiego: Hłomcza
- z powiatu dobromilskiego: Brzuska, Bircza, Dobra Szlachecka, Jabłonica Ruska, Lipa, Malawa, Piątkowa Ruska, Ulucz

## Księża dziekani dekanatu birczańskiego
- Toma Semeczka 1828–1831 (administrator dekanatu)
- Toma Semeczka 1833–1849
- Iwan Bireckyj 1849–1853 (administrator dekanatu)
- Iwan Trochłynskyj 1853–1858 (administrator dekanatu)
- Hryhorij Hładyłowycz 1858–1859 (administrator dekanatu)
- Ołesij Giżowskyj 1859–1873 (administrator dekanatu)
- Ołeksij Giżowskyj 1873–1876
- Julijan Kujłowskyj 1876–1881 (administrator dekanatu)
- Julijan Kujłowskyj 1881–1882
- Ołeksandr Żelechowskyj 1882–1901+
- Antin Kopyscjanskyj 1901–1902 (administrator dekanatu)
- Antin Kopyscjanskyj 1902–1909+
- Iwan Żarskyj 1909–1910 (administrator dekanatu)
- Iwan Żarskyj 1910–1918
- Mykoła Poljanskyj 1924–1926
- Roman Drymałyk 1928–1930
- Iwan Łebedowycz 1934–1936 (administrator dekanatu)
- Iwan Łebedowycz 1936–1944

## Szkolnictwo w dekanacie w 1840 roku
W 1840 inspektorem obwodu szkolnego był ks. Toma Semeczka. Szkoła trywialna znajdowała się w Piątkowej (nauczyciel Jan Warszawski, 18 uczniów, roczne uposażenie szkoły 50 florenów).
Szkoły parafialne znajdowały się w: 
- Izdebkach (rocz. up. 50 f.)
- Hłudnie (naucz. Jan Matwijczyk, 12 uczniów, rocz. up. 25 f.)
- Siedliskach (rocz. up. 8,20 f.)
- Łubnej (naucz. Jan Pudło, rocz. up. 15 f.)
- Bachórzu (naucz. Jan Pudło, 6 uczniów, rocz up. 13,30 f.)
- Pawłokomie (naucz. Jan Stec, 10 uczniów, rocz. up. 10 f.)
- Dubiecku (naucz. Jan Jarosz, 14 uczniów, rocz. up. 14,05 f.)
- Lipie (naucz. Jan Czerkies, 38 uczniów, rocz. up. 27 f.)
- Brzusce (naucz. Michał Horbowy, 12 uczniów, rocz. up. 28,40 f.)
- Birczy (naucz. Piotr Snilik, 28 uczniów, rocz. up. 16 f.)
- Uluczu (naucz. Michał Lewicki, 12 uczniów, rocz. up. 24 f.)
- Dobrej (naucz. Michał Lewicki, 16 uczniów, rocz. up. 115 f.)
- Hłumczy (naucz. Tomasz Łań, 16 uczniów, rocz. up. 15 f.)